# Paweł Michał Mostowski
Paweł Mostowski herbu Dołęga (ur. ok. 1721, zm. 18 kwietnia 1781 w Paryżu) – wojewoda mazowiecki w 1766 roku, wojewoda pomorski w latach 1758–1766, generał-lejtnant wojsk koronnych w 1758 roku, konfederat barski, starosta piotrkowski i skarszewski, rotmistrz chorągwi husarskiej, hrabia pruski.

## Życiorys
Syn Teodora Bogdana Mostowskiego, konfederata tarnogrodzkiego. 
Był deputatem na Trybunał Główny Koronny w Piotrkowie województwa płockiego w 1744 roku, deputat na Trybunał Skarbowy Koronny w Radomiu w 1756 roku. Poseł ziemi łomżyńskiej na sejm 1756 roku. Poseł na sejm 1750 roku. Podpisał wraz ze swoimi zwolennikami elekcję Stanisława Augusta Poniatowskiego w imieniu Prowincji Pruskiej w 1764 roku. 
Był marszałkiem województw i ziem pruskich w  konfederacji Czartoryskich w 1764 roku. Był konsyliarzem konfederacji generalnej 1764 roku. Na sejmie koronacyjnym 1764 roku wyznaczony z Senatu do Asesorii Koronnej.
Regimentarz Generalny Prowincji Wielkopolskiej konfederacji barskiej. Po zamachu na  Stanisława Augusta Poniatowskiego aresztowany, ale zbiegł na Śląsk. Spiskuje w celu osadzenia na tronie polskim elektora Fryderyka Augusta lub landgrafa heskiego Fryderyka II.  Właściciel majątków na Mazowszu: Mostowo, Siemiątkowo, Kuczbork, Gnojno i Ostromecka na Ziemi Chełmińskiej. Od Augusta III otrzymał w 1750 przywilej lokacyjny Ostromecka. Ożeniony z Anną Rozalią Hylzenówną, córką Jana Augusta Hylzena. Ojciec Tadeusza Mostowskiego i Józefa Mostowskiego.
Odznaczony Orderem Orła Białego w 1758 roku.